# Aeroportul Santa Vitória do Palmar
Aeroportul Santa Vitória do Palmar (IATA: CTQ, ICAO: SSVP) este un aeroport din Rio Grande do Sul, Brazilia ce deservește zona Santa Vitória do Palmar.
Situat la o altitudine de 25 m, aeroportul dispune de 1 pistă.

## Infrastructură

### Piste
Aeroportul dispune de o singură pistă. Pista 11/29 are suprafața de pietriș și dimensiunile 900 m × 60 m. 